# 利物浦希望大學
利物浦希望大學（Liverpool Hope University） 是一座位於英格蘭利物浦的大學，由三個學院組成，其中兩個成立於1844年和1856年，最後一個成立於1960年代。是歐洲唯一的純合一運動大學。 大學有兩個校區，分別位於Childwall的希望公園和埃弗頓。

## 历史
前身是1844年成立的圣凯萨琳学院（Warrington）和1856年成立的圣母学院（利物浦市中心）。1964年，罗马天主教会在圣凯萨琳学院旁边创立了基督学院以培训天主教教师应对婴儿潮。
1980年，三校在合一运动的感召下合并为多宗派联盟利物浦高等教育学院。主教D Worlock和D Sheppard写道这是一个希望的象征。
1995年，利物浦希望教育慈善公司法人正式成立。自1994年起，学生可以领到利物浦大学代发的学位。
2002年，获得颁发学位资格。
2004年，正式成为大学。

## 學術
2007年5月與宣佈與中山大學展開合作，實行兩年交換生計劃。

## 外部連結
维基共享资源上的相關多媒體資源：利物浦希望大學
- Liverpool Hope University and College Union Branch
- Liverpool Hope University website （页面存档备份，存于）
- Liverpool Hope Students' Union
- Gerald Pillay – Hope & Faith, TheGuardian.co.uk （页面存档备份，存于）